# Idiocera californica
Idiocera californica är en tvåvingeart som först beskrevs av Alexander 1916.  Idiocera californica ingår i släktet Idiocera och familjen småharkrankar. Inga underarter finns listade i Catalogue of Life.